# Josef Mengele
Josef Mengele (ur. 16 marca 1911 w Günzburgu, zm. 7 lutego 1979 w Bertiodze) – niemiecki lekarz, SS-Hauptsturmführer, doktor medycyny i antropologii, zbrodniarz wojenny, zwany Aniołem Śmierci.

## Życiorys

### Dzieciństwo
Był najstarszym z trzech synów Karla i Walburgi (z domu Hupfauer) Mengele. Jego ojciec, inżynier, był właścicielem przedsiębiorstwa Karl Mengele & Söhne, produkującego maszyny rolnicze. Josef był ukochanym dzieckiem, był także niezwykle uzdolniony. Jego ulubionymi przedmiotami były biologia, zoologia, fizyka, filozofia naturalna i antropologia. Jako dziecko kilkakrotnie otarł się o śmierć w wyniku chorób lub wypadków. W wieku sześciu lat omal nie utopił się w beczce z deszczówką. Przeszedł też ciężkie zatrucie krwi. W 1926 zachorował na zapalenie szpiku kostnego, które zakończyło się wyzdrowieniem.
W 1930 zdał maturę. Najpierw chciał studiować stomatologię, ale ostatecznie zdecydował się na medycynę. W październiku 1930 wyjechał z rodzinnego miasta do Monachium na studia.

### Studia
Został przyjęty na wydziały filozofii i medycyny Uniwersytetu Monachijskiego. Uczestniczył w kursach antropologii, paleontologii i medycyny. W marcu 1931 wstąpił do młodzieżowej przybudówki Stahlhelmu, organizacji byłych żołnierzy, w 1937 do NSDAP.
Jednym z jego nauczycieli był dr Ernst Rüdin. Wespół z kilku innymi lekarzami głosił on pogląd, że lekarze powinni niszczyć „życie pozbawione wartości”. Był jednym z autorów nazistowskich ustaw dotyczących przymusowej sterylizacji, które weszły w życie w lipcu 1933. Josef Mengele otrzymał pomoc w karierze od prof. Theodora Mollisona z Uniwersytetu Monachijskiego. Twierdził on, że wiedza z zakresu dziedziczności pozwala na podstawie fotografii określić, czy dana osoba miała żydowskich przodków.

### Lekarz
W 1935 Josef Mengele otrzymał tytuł doktora (Dr. Phil.) za pracę pod tytułem „Badania rasowo-morfologiczne żuchwy u czterech grup rasowych”, której promotorem był Theodor Mollison, dyrektor Instytutu Antropologii. Była to napisana suchym stylem i drobiazgowo zilustrowana dysertacja, w której Mengele wykazywał możliwość identyfikacji przynależności rasowej ludzi na podstawie badań żuchwy. Nie zawierała treści antysemickich ani rasistowskich. W 1936 Mengele zdał państwowy egzamin lekarski w Monachium i podjął pierwszą pracę – w klinice dziecięcej Uniwersytetu w Lipsku. Pełnił tam funkcję młodszego rezydenta. W Lipsku poznał Irene Schönbein, swoją pierwszą żonę.
1 stycznia 1937 dzięki rekomendacji prof. Mollisona, został asystentem w Instytucie Dziedziczności, Biologii i Czystości Rasowej Trzeciej Rzeszy na Uniwersytecie we Frankfurcie nad Menem. Dołączył do zespołu badawczego genetyka prof. Otmara von Verschuera. Jednym z tematów jego badań były bliźnięta. Razem z profesorem pisali raporty dla specjalnych trybunałów sądzących, na podstawie ustaw norymberskich, Żydów przyłapanych na utrzymywaniu intymnych stosunków z Aryjkami (Rassenschande). W maju 1937 Josef Mengele wstąpił do NSDAP (nr 5574974). Rok później po dokładnej kontroli drzewa genealogicznego został przyjęty do SS. W lipcu 1938 Mengele otrzymał na Uniwersytecie we Frankfurcie nad Menem dyplom doktora nauk medycznych.
W lipcu 1939 poślubił Irenę. Centralne Biuro do spraw Ras i Przesiedleń zakwestionowało jej czystość rasową – chodziło o jednego z jej dziadków, który mógł pochodzić z nieprawego łoża. Drobiazgowe śledztwo nie dało żadnych rezultatów, jednak przez to małżeństwo Mengelego nie zostało uznane za całkowicie czyste rasowo.

### Wojna
Latem 1940 Mengele otrzymał przydział do jednostki wojskowej w Kassel, jako oficer medyczny. Spędził tam tylko miesiąc. W sierpniu awansował do stopnia SS-Untersturmführera i został wcielony do Waffen-SS. W czerwcu 1941 został wysłany na Ukrainę, gdzie po raz pierwszy wziął udział w walkach i gdzie za bohaterstwo wykazane podczas ewakuacji załogi trafionego czołgu, przyznano mu Krzyż Żelazny drugiej klasy. Następnie przebywał pewien czas w okupowanej Polsce jako pracownik ekspozytury Urzędu Genealogicznego do spraw Rasy i Osadnictwa, podlegającego bezpośrednio Heinrichowi Himmlerowi. W Polsce, na zajętych przez Niemców terenach zespoły lekarzy SS przeprowadzały kontrolę mieszkańców pod względem ich przyszłej przydatności rasowej.
W styczniu 1942 Mengele powrócił na front wschodni jako członek służby medycznej dywizji Waffen-SS Wiking (5 Dywizja Pancerna SS Wiking). Latem 1942 po pięciodniowej bitwie o Batajsk, otrzymał Krzyż Żelazny pierwszej klasy – za wyciągnięcie pod ostrzałem dwóch rannych żołnierzy z płonącego czołgu i udzielenie im pierwszej pomocy. Otrzymał także Czarną Odznakę za Rany oraz Medal za Opiekę nad Narodem Niemieckim.
Pod koniec 1942 został przeniesiony do Berlina do Głównego Urzędu Rasy i Osadnictwa SS. 24 maja 1943, po kolejnym awansie (do stopnia Hauptsturmführera SS) Mengele (najprawdopodobniej za wstawiennictwem von Verschuera) otrzymał przeniesienie do obozu koncentracyjnego Auschwitz, gdzie miał zastępować jednego z chorych lekarzy.

### Auschwitz-Birkenau

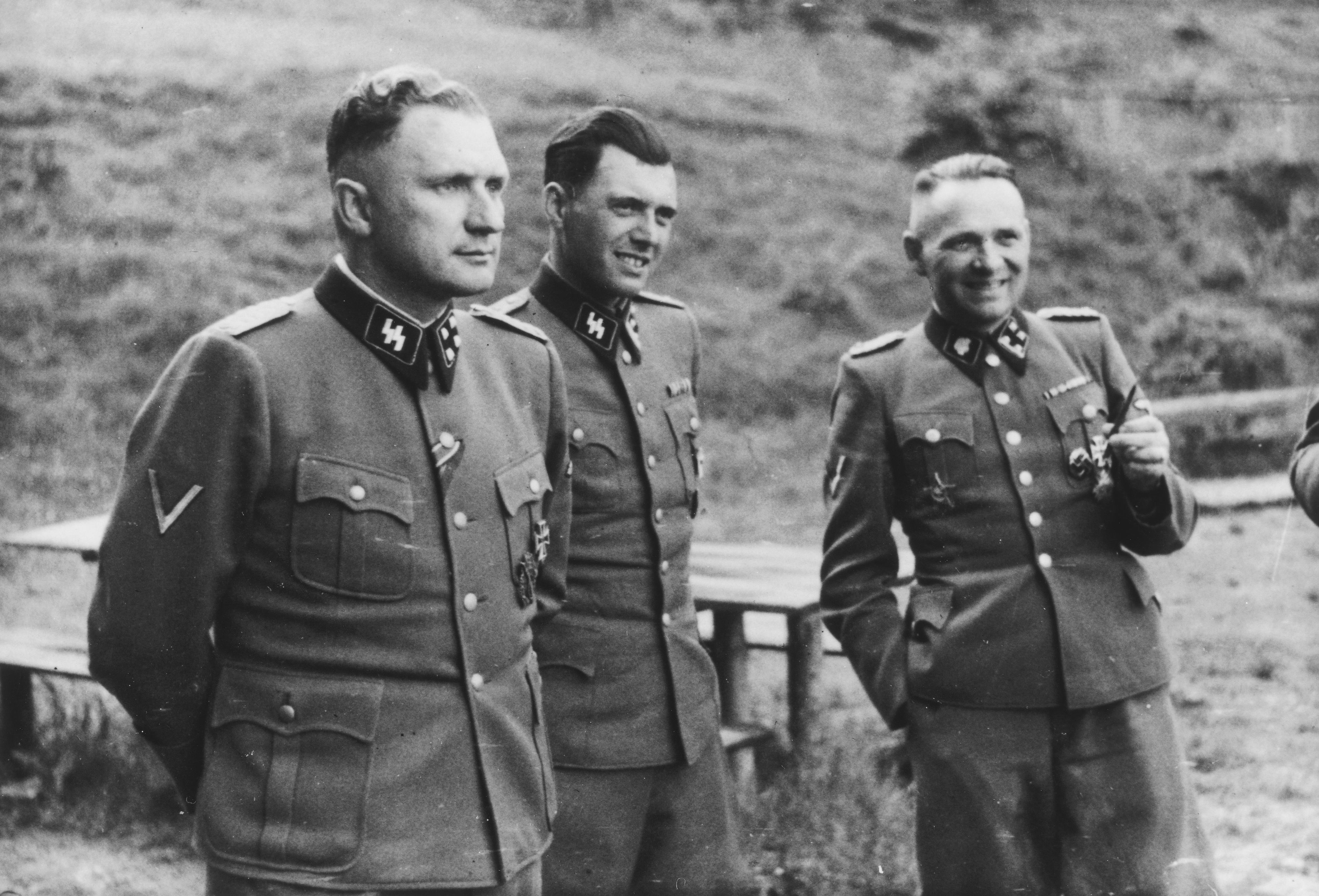
Od lewej Richard Baer, Josef Mengele oraz Rudolf Höß (Auschwitz, 1944)

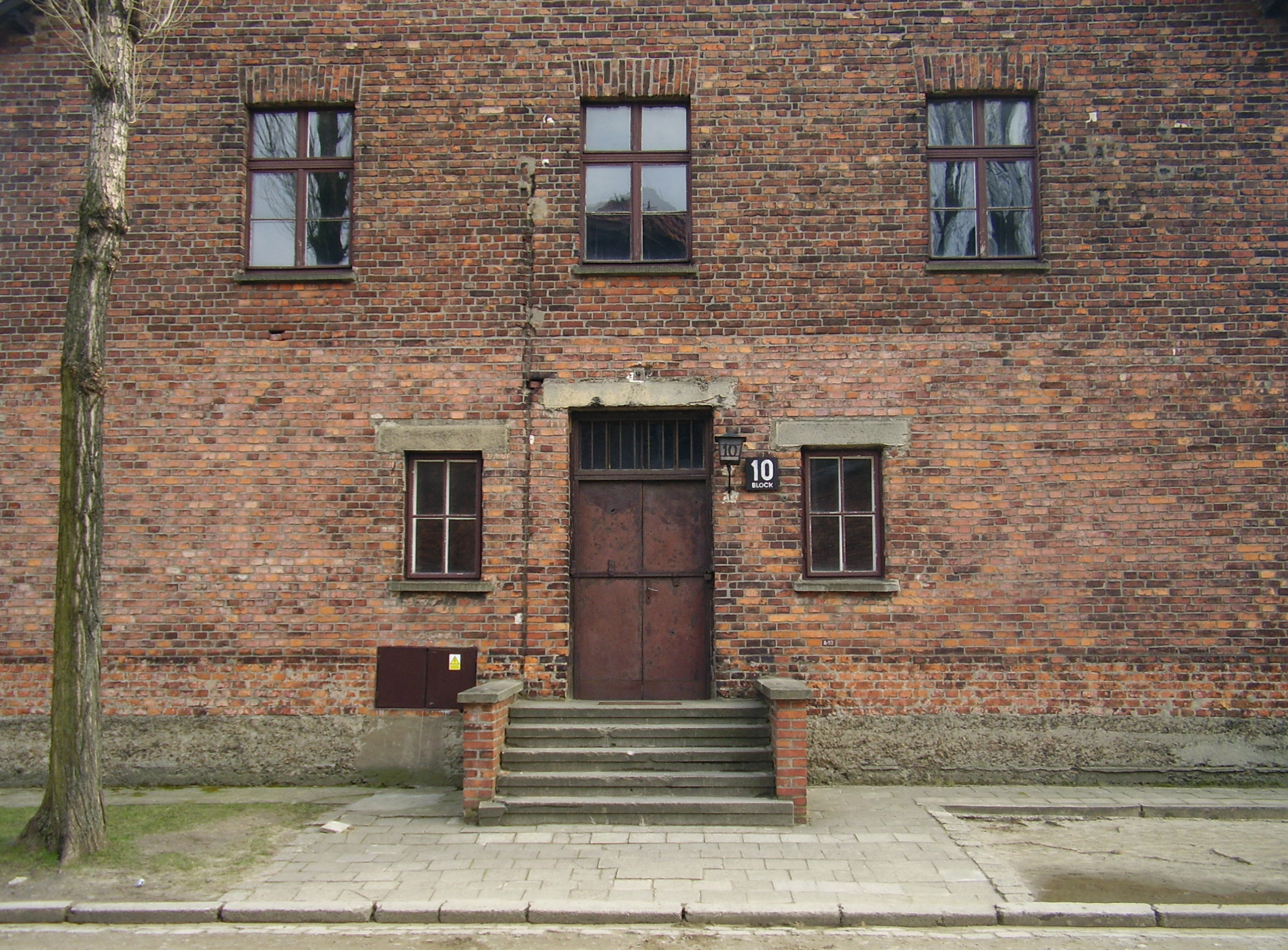
Blok 10, w którym wykonywano eksperymenty medyczne Auschwitz

Mengele wyróżniał się spośród lekarzy SS w Auschwitz. Jako jedyny służył na froncie i posiadał wysokie odznaczenia. Na początku objął funkcję lekarza obozu kobiecego w Birkenau. W dwa dni po przybyciu do obozu zadecydował o posłaniu do komór gazowych wszystkich 1042 Romów, w których barakach wybuchła epidemia tyfusu. Zdaniem Mengelego chorych na tyfus nie należało leczyć, lecz eliminować.
Od chwili przybycia do Auschwitz Mengele – wraz z innymi oficerami i lekarzami SS, wśród których znajdowali się dr Carl Clauberg i dr Johann Paul Kremer – uczestniczył w selekcji Żydów i Romów przybywających do obozu z całej Europy. Gestem dłoni lub ruchem trzcinki wskazywał „niezdatnych do pracy”, a zatem przeznaczonych do natychmiastowej likwidacji w komorach gazowych. Posyłał tam wszystkie dzieci, starców, chorych, ułomnych lub osłabionych Żydów i Romów oraz wszystkie ciężarne kobiety. Od maja 1943 do listopada 1944 Mengele wziął udział w co najmniej 74 selekcjach na rampie.
Odegrał aktywną rolę podczas 31 selekcji w obozowym szpitalu, wysyłając na śmierć przez rozstrzelanie, wstrzyknięcie trującej substancji lub zagazowanie tych chorych, których zdrowie podkopały głód, przymusowa praca, niewyleczone choroby lub sadystyczne zachowanie strażników. Mengele był podczas każdej akcji selekcyjnej nienagannie ubrany w biały lekarski fartuch i białe rękawiczki, stąd rychło zyskał wśród więźniów Auschwitz miano Anioła Śmierci.
Josef Mengele w obozie Auschwitz przeprowadzał także liczne eksperymenty pseudomedyczne. Jego głównym celem było znalezienie sposobu na genetyczne warunkowanie cech aryjskich u dzieci i zwiększenie liczby ciąż mnogich. Dlatego też obiektem jego zainteresowań stały się bliźnięta, na których przeprowadzał wszelkie możliwe badania medyczne. Testom poddał ok. 1500 bliźniąt, z których przeżyło mniej niż 100. Testy obejmowały równoczesne zabijanie, aby porównać narządy wewnętrzne bliźniąt. Mengele pracował także nad opracowaniem metody zmiany koloru oczu oraz nad chorobą obecną w obozie cygańskim (romskim) w Birkenau – tzw. zgorzelą policzka (inaczej noma, rak wodny). Interesowały go również różne anomalie biologiczne, np. karłowatość.
Do swoich eksperymentów ofiary wybierał spośród tysięcy więźniów żydowskich i romskich, przywożonych na rampę w Birkenau. Bliźnięta i inne ofiary jego eksperymentów były przetrzymywane w stosunkowo dobrych warunkach, jednak przeprowadzane eksperymenty były bardzo okrutne. Badania rozpoczynały dokładne pomiary czaszek, uszu, nosów i innych cech zewnętrznych badanych dzieci. Potem były one zabierane do szpitala męskiego, gdzie dokonywano badań anatomicznych. Następnie bliźnięta i karłów poddawano okrutnym badaniom bez znieczulenia. Wykonywano amputacje, punkcje lędźwiowe, wstrzykiwanie bakterii powodujących tyfus, umyślne zakażanie ran i inne. Mengele wielokrotnie rozkazywał przeprowadzenie całkowitej wymiany krwi między parami bliźniąt. W obozie miał dwie pracownie eksperymentalne oraz salę do przeprowadzania sekcji zwłok, ulokowaną w jednym z krematoriów.
Mengele eksperymentował również na więźniach w celu opracowania skutecznego środka, który miał służyć do zwalczania świerzbu. Stosował on m.in. kąpiele z tiosiarczanem sodu i roztworem kwasu solnego (4–6%).
Wyniki swoich badań nad bliźniętami zamierzał wykorzystać do napisania pracy habilitacyjnej, której jednak nie zdążył ukończyć. Wyniki jego badań nie zachowały się, bo Mengele uciekł z Auschwitz na dziesięć dni przed wkroczeniem Armii Czerwonej, zabierając dokumentację badań nad bliźniętami i karłami, która później najprawdopodobniej została zniszczona.
Współczesne próby odtworzenia programu jego badań oparte są na zeznaniach jego współpracowników, zarówno kolegów-lekarzy, jak i więźniów prowadzących dokumentację. Ocenia się, że badania te nie miały większej wartości naukowej.

### Losy powojenne
Po ucieczce z Auschwitz-Birkenau, Mengele pracował od 18 stycznia 1945 w obozie Gross Rosen i jego filiach na Dolnym Śląsku. Podobnie jak w Auschwitz przeprowadzał selekcje. W AL Kleinschoenau (filia Gross Rosen) kazał założyć w marcu 1945 izbę porodową dla więźniarek.
Gdy zbliżał się koniec wojny, Mengele zamienił mundur SS na mundur zwykłego niemieckiego żołnierza. Został schwytany i umieszczony w amerykańskim obozie jenieckim pod Monachium. W przeciwieństwie jednak do ogółu członków SS i Waffen-SS nie posiadał tatuażu z grupą krwi po wewnętrznej stronie lewego ramienia, ok. 20 cm nad łokciem. Mengele w 1938 przekonał SS, że kompetentny chirurg w razie transfuzji i tak będzie wykonywać próbę krzyżową bez polegania wyłącznie na tatuażu. Jego żona twierdziła, że prawdziwym powodem była narcystyczna natura Mengelego: „[Mengele] miał zwyczaj prężenia się przed wysokim lustrem i podziwiania gładkości własnej skóry […] nie chciał na niej żadnych znaków”. Brak tatuażu uchronił go od automatycznego aresztowania.

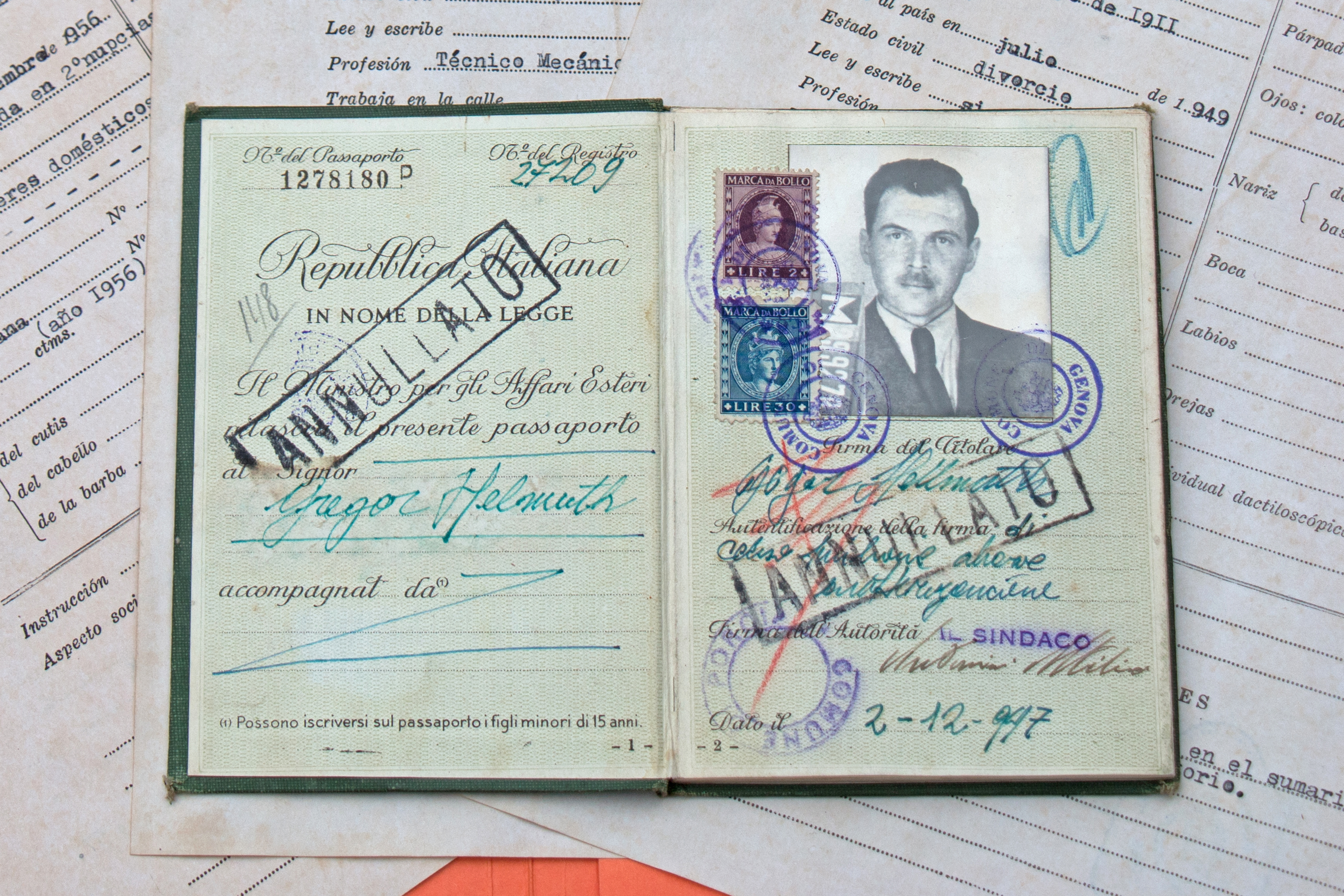
Włoski paszport używany przez Mengele, aby uciec do Argentyny w 1949 roku.

W całej Europie rozpoczęły się zakrojone na dużą skalę poszukiwania Mengelego, a mimo to udało mu się uniknąć wykrycia przez cztery lata. W 1949 dzięki pomocy biskupa Aloisa Hudala, który sześć lat wcześniej został zwerbowany przez hitlerowski wywiad, uciekł do Argentyny. Tam został namierzony przez Mosad, lecz nie został zatrzymany, bowiem priorytetem Mosadu było wówczas zatrzymanie Adolfa Eichmanna. W 1959 przeniósł się do Paragwaju, a w 1960 znalazł się w Brazylii. Nigdy nie stanął przed sądem, chociaż za pomoc w jego schwytaniu wyznaczono nagrodę w wysokości 10 mln marek. W ostatnich latach życia w Brazylii czytał Tołstoja, Ringelnatza i przemówienia Hitlera. Nie akceptował twórczości i osoby Carla Zuckmayera (autora dramatów Kapitan z Köpenick i Generał diabła), gdyż uznawał go za rasowego mieszańca.
Zmarł 7 lutego 1979 niedaleko Santos w Brazylii – w czasie kąpieli w oceanie doznał prawdopodobnie udaru mózgu i utonął. Został pochowany jako Wolfgang Gerhard w miejscowości Embu das Artes. Przeprowadzone w 1992 badania DNA potwierdziły tożsamość Mengelego.

## Odznaczenia
- Krzyż Żelazny I klasy – 1942[19]
- Krzyż Żelazny II klasy – 1941
- Krzyż Zasługi Wojennej II klasy
- Medal za Kampanię Zimową na Wschodzie 1941/1942
- Medal za Opiekę nad Narodem Niemieckim
- Czarna Odznaka za Rany

## Kultura masowa
- Do postaci Josefa Mengelego nawiązują utwory: Angel of Death zespołu metalowego Slayer, Szkielet Mengele Jacka Kaczmarskiego i Josef Mengele zespołu Ivo Partizan, twórczość krakowskiego rapera Eripe. Motyw Josefa Mengele pojawia się również w utworze Muzyka, miłość, przyjaźń rapera Zeusa oraz Koyaanisqatsi poznańskiego rapera Słonia.
- Film Wakolda (2013) w reżyserii Lucíi Puenzo, oparty na jej bestsellerowej książce Anioł Śmierci (Replika, Zakrzewo 2014), jest fikcyjną historią spotkania między Mengelem, żyjącym w ukryciu w Argentynie, a dwunastoletnią dziewczynką, na której Mengele eksperymentuje działanie hormonu wzrostu.
- Film Chłopcy z Brazylii (1978) w reżyserii Franklina J. Schaffnera, na podstawie powieści Iry Levina o takim samym tytule, opowiada fikcyjną historię zbiegłego do Paragwaju Mengelego, knującego międzynarodową intrygę. Główną rolę wykreował Gregory Peck[20].
- Film Powstali z popiołów (2003) na podstawie książki Gissela Perl(inne języki) Byłam lekarką w Auschwitz, opowiada historię asystentki doktora Mengele.
- W 2022 ukazała się książka Mengele. Anioł śmierci z Auschwitz autorstwa Maxa Czornyja[21]